# Lluís Armangué i Ferrer
Lluís Armangué i Ferrer   (Barcelona, 4 d'agost de 1895 - Barcelona, 30 d'abril de 1976) fou un pilot d'automobilisme i empresari català. Era cosí de Josep Maria i Frederic Armangué Feliu, dos pioners d'aquest esport al país, amb els quals participà en la fundació de l'empresa fabricant d'autocicles David. Fou vicesecretari segon de la junta directiva de la Penya Rhin. El 4 de juny de 1916 guanyà amb un dels seus autocicles la cursa Barcelona-Madrid-Barcelona, organitzada pel Reial Moto Club de Catalunya, amb un temps total de 28 hores, 28 minuts i 24 segons. Corregué la cursa fent equip amb el seu cosí Frederic i amb un David dissenyat pel seu cosí Josep Maria.